# Sext

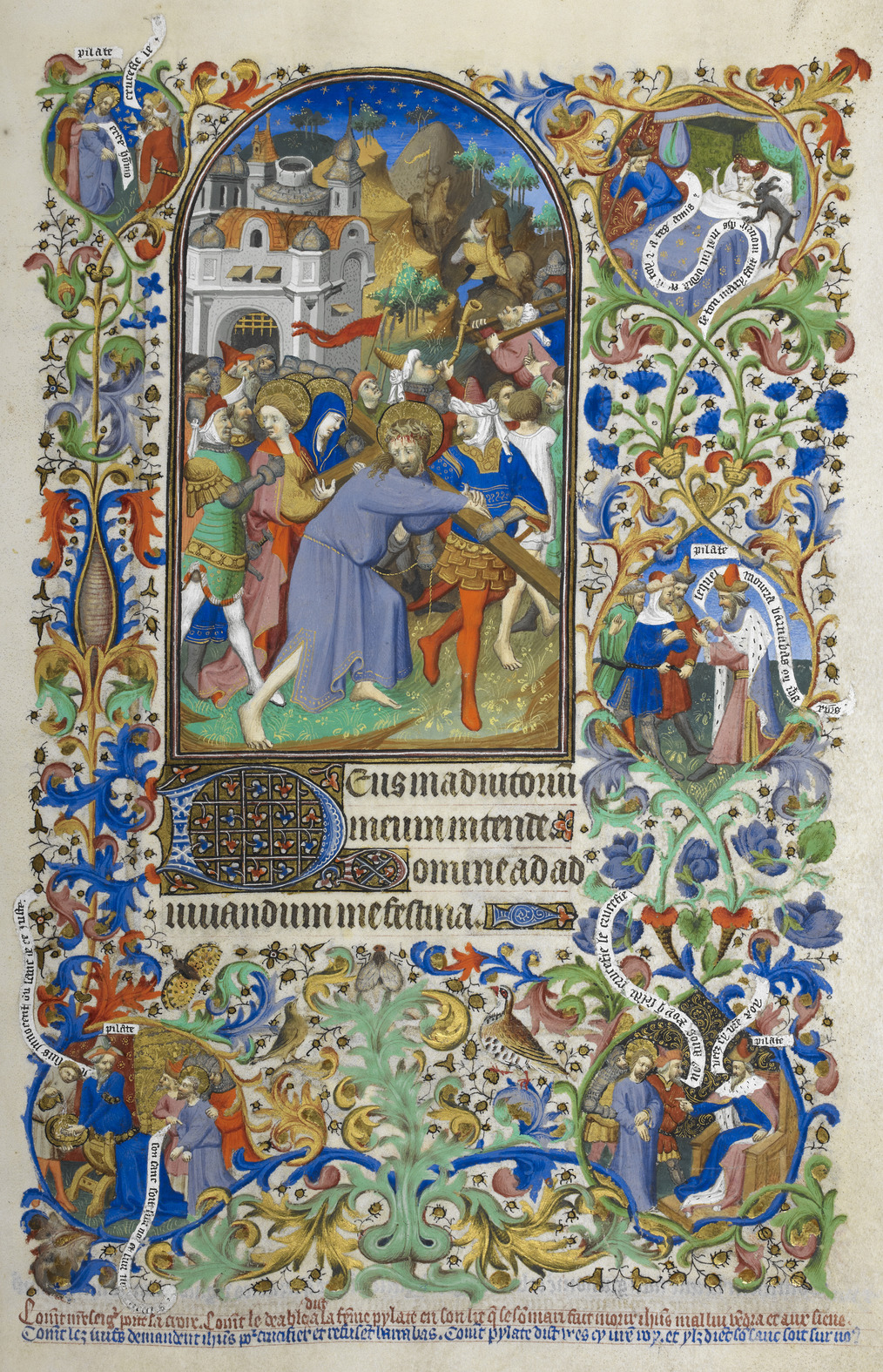
Darstellung aus dem Bedford-Stundenbuch; Christus trägt sein Kreuz

Die Sext (von lat. sexta hora = sechste Stunde) ist eine der kleinen Horen im Stundengebet der katholischen Kirche. Sie wird zur sechsten Stunde der antiken Tageseinteilung gebetet (ca. 12 Uhr) und ist das Mittagsgebet der Kirche. Auf die thematische Orientierung der Tagzeit zum Kreuz, zur Mühe und Last der Arbeit hin deutet auch das Kapitulum aus Gal 6,2 : Alter alterius onera portate: et sic adimplebitis legem Christi! – „Tragt einer des anderen Last, so werdet ihr das Gesetz Christi erfüllen!“
In einigen Klöstern werden Sext und Non zu einer Mittagshore zusammengefasst, die in der Regel zur mittäglichen Unterbrechung der Arbeitszeit gebetet wird.

## Gliederung
Die Sext besteht aus:
- der Eröffnung,
- dem Hymnus,
- der Psalmodie,
- einer Kurzlesung (Kapitel) mit Versikel,
- Oration und
- Schlussversikel.[2]